# Малая Любаша
Малая Любаша (укр. Мала Любаша) — село в Ровненском районе Ровненской области Украины. Административный центр Малолюбашанской сельской общины.
До 2020 года входило в Костопольский район.
Население по данным 2019 года составляло 1010 человек. Почтовый индекс — 35009. Телефонный код — 3657. Код КОАТУУ — 5623483901.